# Октябрьское (Аулиекольский район)
Октя́брьское (каз. Октябрь) — село в Аулиекольском районе Костанайской области Казахстана. Административный центр Казанбасского сельского округа. Находится примерно в 37 км к западу от районного центра, села Аулиеколь. Код КАТО — 393637100.

## Население
В 1999 году население села составляло 1077 человек (562 мужчины и 515 женщин). По данным переписи 2009 года в селе проживали 592 человека (284 мужчины и 308 женщин).